# 2007년 대만의 텔레비전 드라마 목록
다음은 2007년에 타이완의 텔레비전에서 방송되었던 드라마 프로그램을 나열한 목록이다.

## 작품 목록
- 《18금불금》
- 《공주소매》
- 《마작애상봉황》
- 《미미관계》
- 《방앙적 성성》
- 《식신》
- 《야요변성경시자》
- 《아재간청천기청》
- 《악녀아초》
- 《악작극2문》
- 《애정량호삼괴》
- 《앵야3가1》
- 《열정중하》
- 《완화세검록》
- 《전각우도애》
- 《종극일가》
- 《지존파리혜》
- 《천사지익》
- 《친친소파》
- 《투요요불요》
- 《환환애》
- 《흑당마기타》

## 같이 보기
- 타이완의 텔레비전 드라마 목록
- 2000년대 타이완의 텔레비전 드라마 목록